# 5, 6, 7, 8 – Bullenstaat!
5, 6, 7, 8 — Bullenstaat! (с нем. — «5, 6, 7, 8 – Полицейское государство!») — побочный студийный альбом коротких панк-песен немецкой группы Die Ärzte, выпущенный 7 марта 2001 года и продававшийся только на концертах во время тура «Rauf auf die Bühne, Unsichtbarer!» 2001 года.

## Информация
Альбом является сиквелом к мини-альбому «1, 2, 3, 4 — Bullenstaat!» 1995 года, который содержал адаптированные кавер-версии старых панк-песен и песен новой волны, а также новую версию Paul с альбома Debil, с изменённым текстом и так же продавался только на концертах.
В «5, 6, 7, 8 — Bullenstaat!» вошли 25 новых песен, однако McDonald’s и Ich bin glücklich ранее уже исполнялись группой Белы и Фарина Soilent Grün. Альбом был выпущен только на CD и содержит треки с «1, 2, 3, 4 — Bullenstaat!» в качестве бонусов. Кроме того, различные версии альбома неофициально выпускались на виниле. Например, ограниченная в 500 экземпляров версия «Special Edition feat. Die Diabolischen 2» была выпущена на красном и синем виниле с изменённой обложкой, а в качестве бонусов включает концертные записи 1983 года. Неофициальный релиз лейбла «State of Pigs» включает оригинальный трек-лист альбома, но на виниле и под названием «1, 2, 3, 4, 5, 6, 7, 8 — Bullenstaat!» с изменённой обложкой.
Альбом продавался на некоторых концертах тура «Es wird eng» 2007 года, а также доступен в виде цифрового релиза на официальном сайте коллектива.
Композиция Bravopunks иногда попадает в сет-листы концертов, в том числе вошла в концертный DVD «Die Band, Die Sie Pferd Nannten».
В адаптированном тексте кавер-версии на песню группы Wire 12XU (Lest die Prawda), вошедшей в альбом как бонус-трек, упоминаются города Владивосток, Новосибирск, Верхоянск, Ереван, советская газета «Правда», а также советский и российский политик В. Жириновский.

## Список композиций
1. Punkbabies (Felsenheimer, Urlaub, González/Felsenheimer) — 0:41
2. West Berlin (Felsenheimer, Urlaub, González/Urlaub) — 0:44
3. McDonald’s (Felsenheimer) — 0:20
4. Bravopunks (Felsenheimer, Urlaub, González/Felsenheimer) — 1:15
5. A-Moll (Felsenheimer, Urlaub, González/Urlaub) — 0:30
6. Chile 3 (González) — 0:41
7. Elektrobier (Felsenheimer, Urlaub, González/Felsenheimer) — 1:20
8. Deutschland verdrecke (Felsenheimer, Urlaub, González/Felsenheimer) — 0:33
9. That’s Punkrock (Felsenheimer, Urlaub, González/Felsenheimer) — 1:01
10. Hass auf Bier (Felsenheimer, Urlaub, González/Felsenheimer) — 0:40
11. Bullenschwein (Felsenheimer, Urlaub, González/Felsenheimer) — 0:06
12. Cops Underwater (Felsenheimer, Urlaub, González/Urlaub) — 1:32
13. Ich bin ein Punk (Felsenheimer, Urlaub, González/Urlaub) — 0:41
14. Rockabilly War (Felsenheimer, Urlaub, González/Urlaub) — 0:39
15. Biergourmet (Felsenheimer, Urlaub, González/Felsenheimer) — 0:37
16. Widerstand (Felsenheimer, Urlaub, González/Urlaub) — 0:42
17. Killing Joke (Felsenheimer, Urlaub, González) — 1:08
18. Rache (Felsenheimer, Urlaub, González/Felsenheimer) — 0:19
19. Studentenmädchen (Felsenheimer, Urlaub, González/Felsenheimer) — 1:03
20. Geboren zu verlieren (Felsenheimer, Urlaub) — 1:17
21. Rockabilly Peace (Felsenheimer, Urlaub, González/Felsenheimer) — 0:49
22. Tränengas (Felsenheimer, Urlaub, González/Urlaub) — 0:59
23. ’tschuldigung Bier (Felsenheimer, Urlaub, González/Felsenheimer) — 1:21
24. Knüppelbullendub (Felsenheimer, Urlaub, González) — 1:41
25. Ich bin glücklich (Urlaub) — 1:15

### Бонус-треки (EP1, 2, 3, 4 — Bullenstaat!)
1. 12XU (Lest die Prawda) (Bruce Gilbert, Graham Lewis, Colin Newman, Robert Gotobed) — 1:18 (кавер на песню группы Wire)
2. Ihr Helden (Peter Blümer) — 1:25 (кавер на песню группы Hass)
3. I Hate Hitler (Stephane Larsson) — 0:41 (кавер на песню группы The Buttocks)
4. Samen im Darm (Michael Reimann, Frank Bekedorf, Frank Schrader, Thomas Tier) — 4:02 (кавер на песню группы Cretins)
5. BGS (Bundesgrenzschutz) (Stephane Larsson) — 1:03 (кавер на песню группы The Buttocks)
6. Kein Problem (Horst Illing/Ernst-August Wehmer) — 2:58 (кавер на песню группы Rotzkotz)
7. Tittenfetischisten (Brutal Glöckel Terror) — 0:08 (кавер на песню группы Brutal Glöckel Terror)
8. Paul (Urlaub) — 3:00
9. So froh (DP/Timo Bluck, Detlef Diederichsen) — 0:23 (кавер на песню группы Ede & Die Zimmermänner)